# Karsten Nohl
Karsten Nohl es un Doctor en ingeniería informática de la Universidad de Virginia (Estados Unidos), es experto en criptografía. Es reconocido porque en agosto de 2009, en una reunión de hackers en Ámsterdam, retó a sus compañeros a que le ayudaran a crackear el algoritmo de GSM "con fines académicos". En total 24 personas, algunos miembros del Chaos Computer Club, han trabajado para romper un código que emplean unos 3.500 millones de los 4.300 millones de teléfonos móviles del mundo. Técnicamente conocido como A5/1, se trata de un código binario, que ha conseguido desde su implantación en 1988 mantener en la intimidad las conversaciones de la gente con su móvil. Nohl ha publicado el código en Internet para denunciar y alertar de la vulnerabilidad del sistema y la pérdida de eficacia del algoritmo que protege las comunicaciones GSM, desarrollado en 1988 y que todavía se utiliza para proteger la privacidad del 80% de las llamadas de móviles en el mundo.

## Controlar la situación
El director de seguridad de la asociación GSM, James Moran, no considera que la publicación del código vaya a provocar problemas "mañana, ni la semana o el mes que viene", aunque también asegura que "monitorizan la situación", según recoge Financial Times.
Muchos expertos discrepan. "Hace un año habría necesitado equipos que cuestan millones y a gente experta para interceptar llamadas. Hoy basta con un equipo de red de 1.500 dólares y gente experta" para hacer lo mismo, ha asegurado Simon Bransfield-Garth, consejero delegado de la firma criptográfica móvil CellCrypt.
Moran asegura también que, si detectan problemas, como ya ocurrió en 2004, obligarían a todos los operadores de telefonía móvil que operan en la red GSM a actualizar sus sistemas de seguridad para utilizar algoritmos de cifrado más potentes. En 2004 ya ocurrió algo similar con el código A5/2. Entonces, las telefónicas de América Latina, Asia y África tuvieron que actualizar sus redes. Un coste muy elevado ya que implica sustituir las estaciones por completo. En ese caso tardaron 18 meses en completar la actualización.
Fuente: Un ingeniero alemán descifra el algoritmo que protege las llamadas del móvil